# Overstappen
Met overstappen wordt in het openbaar vervoer bedoeld dat passagiers wisselen tussen twee verschillende voertuigen, al of niet van dezelfde vervoerder, om het beoogde reisdoel te bereiken. Soms is dit nodig omdat een directe verbinding ontbreekt. Soms is overstappen onnodig maar wel sneller; dit laatste kan voorkomen bij overstap tussen een stoptrein en een Intercity op hetzelfde traject.
Het gemak en comfort van overstappen wordt bepaald door de af te leggen route van het ene naar het andere vervoermiddel (afstand, wel of geen trappen, e.d.), het comfort bij het wachten (waarbij het gemakkelijk is als het tweede voertuig al klaar staat) en of er een goede aansluiting bestaat, met een niet te korte en niet te lange tijd tussen aankomst en vertrek.
De beste vorm van overstappen is de cross-platform-overstap: hierbij stoppen twee voertuigen tegelijk ieder aan een zijde van hetzelfde perron, waardoor men enkel het perron hoeft over te steken, en niet op het perron (en meestal ook weinig in het tweede voertuig) hoeft te wachten.
In Nederland houdt ProRail de volgende adviestijden aan:
Minimale overstaptijden:
2 min. voor treinen langs hetzelfde perron, tegenover elkaar (cross-platform)
3 min. voor treinen langs hetzelfde perron, achter elkaar
4 min. voor treinen langs verschillende perrons, 1 perron verschil
5 min. voor treinen langs verschillende perrons, 2 of meer perrons verschil
Overstappen kan soms lang duren wanneer de verschillende haltes niet direct aangrenzend zijn, zoals bij metronetwerken of op station Amsterdam Muiderpoort. Hierdoor kan een overstap soms een wandeling tot wel 15 minuten betekenen.
Al of niet formeel geregeld komt het voor dat bij een beperkte vertraging van het eerste voertuig het tweede hierop wacht. Soms kunnen passagiers van een vertraagde bus die moeten overstappen op een andere bus dit ook aanvragen bij hun chauffeur, die dit doorgeeft aan de andere chauffeur.

## Omchecken
In Nederland moet men onder meer bij een overstap tussen treinen van verschillende vervoerders, en tussen trein en metro, uitchecken bij de ene vervoerder en inchecken bij de andere. Vaak zijn er daartoe OV-chipkaartpalen van beide vervoerders zodanig geplaatst dat men niet te veel hoeft om te lopen. Wel is het zo dat als een trein van een regionale vervoerder op een knooppunt aankomt zoveel mensen tegelijkertijd uit of om willen checken, dat men voor een overstap van een regionale vervoerder naar een andere vervoerder enkele minuten extra overstaptijd moet rekenen. Station Amsterdam Amstel en station Duivendrecht hebben OV-chipkaartpoortjes met voor trein en metro een gemeenschappelijk OV-chipkaartgebied, en voor overstappen tussen trein en metro op het gemeenschappelijke perron ook nog OV-chipkaartpalen, zodat men daarvoor niet door poortjes hoeft. Ook station Rotterdam Blaak heeft zowel poortjes als palen.
Bij omchecken (zoals boven of anderszins) wordt eerst bij het uitchecken het eerste deel van de reis afgerekend. Bij opnieuw inchecken moet wederom voldoende saldo op de kaart staan voor het instaptarief / passagerecht. Indien dit saldo niet op de kaart staat, dient de kaart eerst geladen te worden. Bij laden van de kaart bij een automaat worden het overstaprecht en de samenreiskorting van de kaart verwijderd. Indien ervoor is gekozen om de kaart automatisch op te laden, wordt als er onvoldoende saldo is, wordt automatisch het bij de aanvraag gekozen bedrag bijgeladen. Het voordeel hiervan is dat er niet tussendoor hoeft te worden opgeladen, wat veel tijd scheelt tijdens het overstappen.

## Overstappen naar een ander treinstel van dezelfde trein
Bij treinen die bestaan uit twee of meer treinstellen zonder doorloopkop (in Nederland functioneert die niet meer) doen reizigers er soms verstandig aan bewust te kiezen in welk treinstel ze instappen, want ze kunnen alleen op stations van het ene naar het andere treinstel, bijvoorbeeld als dat rustiger is of als de trein wordt gesplitst: als maar een gedeelte verdergaat of bij een splitsing in twee aparte treinen, bijvoorbeeld bij de vertakkingen van en naar Den Haag Centraal / Rotterdam Centraal in Utrecht of Gouda.